# Telebenevento
Telebenevento è stata una televisione locale della Campania. Faceva parte del Gruppo Lunaset.

## Storia
Fondata ad Benevento a metà degli anni settanta, viene acquistata dall'editore Antonio Pacilio nei primi anni ottanta. TBN è stata gestita dalla famiglia Pacilio fino alla metà degli anni 2000, quando l'emittente viene ceduta all'odontoiatra casertano, e già editore di Tv Luna, Pasquale Piccirillo.
A seguito di questa acquisizione, TBN ha progressivamente perduto la propria specificità e connotazione sannita andandosi ad uniformare allo stile e alla qualità delle altre emittenti del gruppo, fino alla chiusura della redazione giornalistica di Benevento ed il trasferimento dei giornalisti presso la sede di Napoli.
A seguito del passaggio totale della Campania al sistema di trasmissione in digitale terrestre, Telebenevento viene autorizzata dal Ministero delle comunicazioni a trasmettere per la Provincia di Benevento sul canale UHF 65; dal dicembre 2012 non trasmette più con un multiplex proprio, ma è ospitata all'interno del multiplex di Luna Sport.